# Réplica (álbum)
Réplica, es el primer álbum de Eco, salió en 2007 y fue editado por Santo Grial Producciones y grabado en los Estudios Cube de Madrid durante los meses de enero y febrero de 2007.

El álbum incluye una versión del tema Al alba del cantautor Luis Eduardo Aute muy famosa en la época de los setenta.

## Lista de canciones
1. De pie
2. Inevitable
3. Un minuto
4. Al alba
5. Tatuaje
6. Santa Cruz
7. Fugaz
8. Cristal azul
9. Luces y sombras
10. Mundo silencio
11. Tierra

- Datos: Q11703400